# Ekvádor na Letních olympijských hrách 1996
Ekvádor se účastnil Letní olympiády 1996 v americké Atlantě v 7 sportech. Zastupovalo ho 19 sportovců.

## Medailové pozice
| Medaile | Jméno           | Sport    | Disciplína          |
| ------- | --------------- | -------- | ------------------- |
| Zlato   | Jefferson Pérez | Atletika | Muži chůze na 20 km |